# 李添保
李添保（？—1460年），明朝中期贵州民变首领，麻城（湖北省麻城）人。

## 生平
李添保为躲避赋役逃至贵州，天顺四年（1460年），李添保托名唐太宗子孙，领导苗、汉人民上万起义，称王，年号武烈。明朝派大将李震镇压，李添保战败被俘被杀。